# Дрожжин Леонтій Петрович
Леонтій Петрович Дрожжин (серпень 1901, селище Нар'ївка, тепер селище шахти «Красный Октябрь» у складі міста Єнакієве Донецької області — ?) — радянський партійний та профспілковий діяч, секретар Ізмаїльського обласного комітету КП(б)У, начальник відділу кадрів Українського Штабу партизанського руху.

## Біографія
З 1919 року служив у Червоній армії.
Член ВКП(б).
З 1937 до березня 1938 року — інструктор промислово-транспортного відділу ЦК КП(б)У. З березня 1938 року — відповідальний організатор відділу керівних партійних органів ЦК КП(б)У по Дніпропетровській області.
У 1939—1941 роках — заступник завідувача відділу кадрів ЦК КП(б)У.
Під час німецько-радянської війни з 1941 до листопада 1944 року був членом оперативної групи ЦК КП(б)У із керівництва партизанським рухом та підпільною діяльністю на окупованій території Української РСР при Військовій раді Південно-Західного фронту, з червня 1942 року служив начальником відділу підготовки партизанських кадрів Українського Штабу партизанського руху.
У листопаді 1944 — листопад 1945 року — секретар Ізмаїльського обласного комітету КП(б)У із кадрів.
На 1947 рік — завідувач культурно-побутового відділу Уповноваженого Всесоюзної центральної ради професійних спілок (ВЦРПС) по Українській РСР.
У листопаді 1948 — після 1958 року — завідувач культурно-побутового відділу Української республіканської ради професійних спілок.
На 1982 рік — персональний пенсіонер, заступник голови Комісії у справах колишніх партизанів Великої Вітчизняної війни 1941—1945 років при Президії Верховної Ради Української РСР.
Подальша доля невідома.

## Звання
- старший батальйонний комісар
- підполковник

## Нагороди
- орден Вітчизняної війни І ст. (2.05.1945)
- орден Червоного Прапора (24.12.1942)
- орден Дружби народів (14.08.1981)
- Чехословацький Військовий хрест 1939-1945 років.
- Медаль «В пам'ять 20-річчя Словацького повстання 1944 року» (Чехословаччина)
- медаль «За хоробрість» (Чехословаччина)
- медалі